# NACRA Championship 2011
La NACRA Rugby Championship de 2011 fue la cuarta edición del torneo que organiza la Confederación Norteamericana.

## Resultados

### Clasificatoria Norte
| 9 de abril | México | 25 - 9 | USA South |  |  |

| 16 de abril | Islas Caimán | 36 - 24 | Jamaica |  |  |

#### Final Clasificatoria Norte
| 30 de abril | México | 34 - 20 | Islas Caimán |  |  |

- México clasifica a la zona campeonato

### Clasificatoria Sur
| 16 de abril | Barbados | 31 - 12 | Santa Lucía |  |  |

| 9 de abril | Islas Vírgenes Británicas | 25 - 13 | San Vicente y las Granadinas |  |  |

#### Final Clasificatoria Sur
| 30 de abril | Barbados | 19 - 13 | Islas Vírgenes Británicas |  |  |

- Barbados clasifica a la zona campeonato

## Zona Campeonato

### Norte

#### Posiciones
| Pos. | Equipo   | Encuentros | Encuentros | Encuentros | Encuentros | Tantos  | Tantos    | Tantos     | Puntos |
| Pos. | Equipo   | jugados    | ganados    | empatados  | perdidos   | a favor | en contra | diferencia | Puntos |
| ---- | -------- | ---------- | ---------- | ---------- | ---------- | ------- | --------- | ---------- | ------ |
| 1    | Bermudas | 3          | 2          | 0          | 0          | 39      | 17        | + 22       | 6      |
| 2    | Bahamas  | 2          | 1          | 0          | 1          | 27      | 25        | + 22       | 3      |
| 3    | México   | 2          | 0          | 0          | 2          | 19      | 43        | - 24       | 0      |

|  | Finalista |

| 14 de mayo | Bermudas | 13 - 10 | Bahamas |  |  |

| 28 de mayo | Bahamas | 17 - 12 | México |  |  |

| 5 de junio | México | 7 - 26 | Bermudas |  |  |

### Sur

#### Posiciones
| Pos. | Equipo            | Encuentros | Encuentros | Encuentros | Encuentros | Tantos  | Tantos    | Tantos     | Puntos |
| Pos. | Equipo            | jugados    | ganados    | empatados  | perdidos   | a favor | en contra | diferencia | Puntos |
| ---- | ----------------- | ---------- | ---------- | ---------- | ---------- | ------- | --------- | ---------- | ------ |
| 1    | Guyana            | 3          | 2          | 0          | 0          | 42      | 27        | + 15       | 6      |
| 2    | Trinidad y Tobago | 2          | 1          | 0          | 1          | 37      | 32        | + 5        | 3      |
| 3    | Barbados          | 2          | 0          | 0          | 2          | 17      | 37        | - 20       | 0      |

|  | Finalista |

| 21 de mayo | Trinidad y Tobago | 17 - 10 | Barbados |  |  |

| 28 de mayo | Guyana | 22 - 20 | Trinidad y Tobago |  |  |

| 11 de junio | Barbados | 7 - 20 | Guyana |  |  |

## Final
| 22 de junio | Guyana | 0 - 11 | Bermudas |  |  |